# علي تشوماثيرو
علي تشوماثيرو لورا (بالإسبانية: Alí Chumacero)‏ شاعر وكاتب وناشر مكسيكي، وُلد في ولاية ناياريت في المكسيك في 9 يونيو عام 1918. أقام تشوماثيرو في مدينة المكسيك منذ عام 1937. كان تشوماثيرو ينتمي غلى فريق من الكتاب الذي أسس مجلة تيرا نويبا، وترأسها في الفترة من عام 1940 حتى عام 1942. حصل على منحة من كلية المكسيك عام 1952، ومن المركز المكسيكي للكتاب عامي 1952 و1953. وبدءًا من عام 1964، أصبح عضوًا في الأكاديمية المكسيكية للغة. وتُوفي في 22 أكتوبر عام 2010.

## الجوائز
- جائزة الكاتب المكسيكي خافير فياوروتيا للكتاب عام 1984.[6]
- الجائزة الوطنية في العلوم والآداب في المكسيك عام 1987.[7]